# Bến Củi
Bến Củi là một xã thuộc huyện Dương Minh Châu, tỉnh Tây Ninh, Việt Nam.

## Lịch sử
Đây là địa điểm tọa lạc đồn điền cao su gọi là Nông trường Cao su Bến Củi thuộc Đồn điền Cao su Michelin gần huyện Dầu Tiếng, tỉnh Bình Dương. Trong suốt thời kỳ Chiến tranh Việt Nam, Bến Củi và các khu vực khác của đồn điền cao su Michelin là nơi giao tranh ác liệt giữa Quân đội Mỹ và Quân đội Nhân dân Việt Nam và Quân Giải phóng miền Nam Việt Nam.
Trung sĩ tham mưu Marvin "Rex" Young, Đại đội C, Tiểu đoàn 1 (Cơ giới), Trung đoàn 5 Bộ binh, Sư đoàn 25 Bộ binh được truy tặng Huân chương Danh dự, nhằm ghi nhận những nỗ lực không ngừng của anh khi cứu sống đồng đội gần Bến Củi vào ngày 21 tháng 8 năm 1968. Tiểu đoàn 1, Trung đoàn 5 Bộ binh được tặng Bằng khen Đơn vị Tổng thống vì các hành động từ ngày 18 tháng 8 đến ngày 20 tháng 9 năm 1968.
Cuộc giao tranh ở đồn điền cao su Bến Củi đôi khi được gọi là trận Tổng tiến công thứ ba, ám chỉ đợt tấn công thứ ba của Quân đội Nhân dân Việt Nam sau Tết Mậu Thân. Tết Mậu Thân và các cuộc tấn công tiếp theo đánh dấu một sự thay đổi lớn từ kiểu bắn tỉa và phục kích nhỏ lẻ chiếm ưu thế trong Chiến tranh Việt Nam sang một cuộc phô trương lực lượng quy mô lớn hơn và số thương vong cao hơn.
Một số cựu chiến binh tham chiến ở Bến Củi và các khu vực khác của đồn điền cao su Michelin tin rằng thương vong nặng nề hơn của phía Mỹ là do Quân đội Mỹ đã có một thỏa thuận không chính thức với Chính phủ Pháp về việc không sử dụng pháo binh hoặc không kích vào các đồn điền cao su, để tránh thiệt hại tốn kém cho cây cao su. Tuy nhiên, Báo cáo Tác chiến Sau Trận đánh ở Bến Củi ngày 21 tháng 8 năm 1968 cho thấy rằng cả pháo binh và máy bay yểm trợ đều được sử dụng.

## Địa lý
Xã Bến Củi nằm ở phía đông nam huyện Dương Minh Châu, có vị trí địa lý:
- Phía đông giáp tỉnh Bình Dương và thị xã Trảng Bàng
- Phía tây giáp xã Lộc Ninh và xã Truông Mít
- Phía nam giáp huyện Gò Dầu
- Phía bắc giáp tỉnh Bình Dương và xã Phước Minh.

Xã Bến Củi có diện tích 34,17 km², dân số năm 2019 là 5.150 người, mật độ dân số đạt 151 người/km².

## Hành chính
Xã Bến Củi được chia thành 4 ấp: 1, 2, 3, 4.